# Chloroclystis ambundata
Chloroclystis ambundata là một loài bướm đêm trong họ Geometridae.